# 지방도 제932호선
지방도 제932호선은 경상북도 청송군 부남면 구천리와 영덕군 남정면 장사리를 잇던 경상북도의 지방도이다.

## 역사
1995년 경상북도 지방도를 전부 개편하면서 새로 신설된 노선이다. 청송군도 6호선과 8호선 구간, 영덕군도 4호선과 5호선 구간을 승격시켜 만들었다. 2003년 2월 20일 지방도 제930호선으로 지정되면서 지방도 제932호선은 폐지되었다.
- 2003년 2월 20일 : 지방도 폐지[1]

## 주요 경유지
- 청송군
  - 부남면 구천리 - 내룡리
  - 부동면 향리

- 영덕군
  - 달산면 옥계리
  - 남정면 사암리 - 장사리